# Dana Andrews
Pour les articles homonymes, voir Andrews.
Dana Andrews, de son vrai nom Carver Dana Andrews, né le 1er janvier 1909 à Collins, (Mississippi, États-Unis), et mort le 17 décembre 1992 à Los Alamitos (Californie, États-Unis), est un acteur américain.
Il est notamment connu pour ses rôles dans Les Plus Belles Années de notre vie de William Wyler, Laura d'Otto Preminger ou encore Rendez-vous avec la peur de Jacques Tourneur.
Il est le frère de l'acteur Steve Forrest.

## Biographie

### Jeunesse, formation et débuts
Né dans une ferme près de Collins dans l'État de Mississippi (Comté de Covington), il est le troisième des treize enfants d'Annis et Charles Forrest Andrews, un pasteur baptiste. Il reçoit pour prénom les noms de deux des professeurs de son père. La famille ne tarde pas à partir pour le Texas, où elle s'installe à Huntsville, lieu de naissance des plus jeunes enfants (dont l'acteur Steve Forrest,  quinze ans plus jeune que Dana Andrews).
Après avoir suivi le collège sur place, Dana Andrews suit des études de gestion à Houston. Il travaille brièvement comme comptable pour Gulf & Western.

### Carrière
En 1931, il se rend à Los Angeles pour tenter une carrière de chanteur, tout en faisant de petits métiers, comme pompiste. Un de ses employeurs lui paya des études de chant classique, ainsi qu'à la Playhouse de Pasadena, prestigieux théâtre et école d'art dramatique. Andrews est engagé par Samuel Goldwyn et, neuf ans après son arrivée à Los Angeles, se voit offrir son premier rôle au cinéma, dans le western de William Wyler Le Cavalier du désert, dont la star est Gary Cooper.

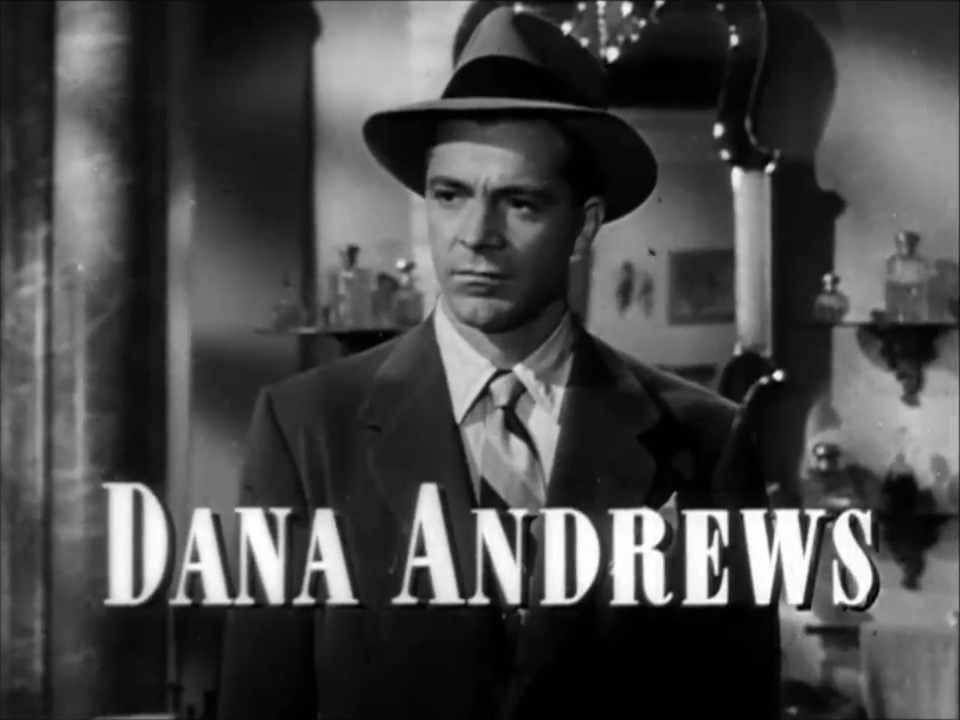
Dana Andrews dans le film Laura en 1944.

Le rôle d'Andrews dans L'Étrange Incident de William A. Wellman, avec Henry Fonda, est souvent cité comme l'un des meilleurs de son début de carrière. Il livre une excellente prestation dans le film noir Laura, où il donne la réplique à Gene Tierney, et dans Les Plus Belles Années de notre vie, qui remporta neuf Oscars. Beaucoup considèrent qu'il s'agit là de son meilleur rôle.
Dès 1950, l'alcoolisme et le tabagisme commencent à perturber sa carrière (ils avaient même failli lui coûter la vie au volant). Il est souvent cantonné dans des rôles secondaires et à des personnages de série B, parfois bons (il déclara un jour qu'il avait plus gagné dans l'immobilier qu'en tant qu'acteur). Toutefois, le sommet artistique de sa carrière se situe sans doute en 1956, avec les deux derniers films tournés par Fritz Lang aux États-Unis : La Cinquième Victime (While the City Sleeps) et L'Invraisemblable Vérité (Beyond a Reasonable Doubt).
En 1963, il est élu président de la Guilde des acteurs. En 1972, après quatre ans de sobriété, il est l'une des premières célébrités à faire une déclaration publique en faveur des Alcooliques anonymes.

### Vie privée
Dana Andrews épouse Janet Murray le jour de l'an 1932. Elle meurt en 1935, peu de temps après la naissance de leur fils David (musicien et compositeur, mort d'hémorragie cérébrale en 1964). Le 17 novembre 1939, il épouse en secondes noces l'actrice Mary Todd (1916-2003). Ils auront trois enfants : Katharine en 1942, Stephen en 1944, et Susan en 1948. En dépit de son succès, la famille vivait à Studio City dans une maison relativement modeste, achetée au réalisateur Jacques Tourneur.

### Mort
À la fin de sa vie, Dana Andrews souffre de la maladie d'Alzheimer. Il meurt de problèmes cardiaques et de pneumonie en 1992, à l'âge de 83 ans.

## Filmographie

### Années 1940
- 1940 : Le Cavalier du désert (The Westerner) de William Wyler : Hod Johnson
- 1940 : Lucky Cisco Kid (en) de H. Bruce Humberstone : Sergent Dunn
- 1940 : Poings de fer, cœur d'or (Sailor's Lady) d'Allan Dwan: Scrappy Wilson
- 1940 : Kit Carson de George B. Seitz : Capt. John C. Fremont
- 1941 : La Route au tabac (Tobacco Road) de John Ford : Capt. Tim
- 1941 : La Reine des rebelles (Belle Starr) de Irving Cummings : Maj. Thomas Creil
- 1941 : Boule de feu (Ball of Fire) de Howard Hawks : Joe Lilac
- 1941 : L'Étang tragique (Swamp Water) de Jean Renoir : Ben
- 1942 : Berlin Correspondent (en) d'Eugene Forde : Bill Roberts
- 1943 : Requins d'acier (Crash Dive) d'Archie Mayo : Lt. Cmdr. Dewey Connors
- 1943 : L'Étrange Incident (The Ox-Bow Incident) de William Wellman : Donald Martin
- 1943 : L'Étoile du Nord (The North Star) de Lewis Milestone : Kolya Simonov
- 1943 : December 7th de John Ford et Gregg Toland : Un fantôme d'un marin américain
- 1944 : Un fou s'en va-t-en guerre (Up in Arms) d'Elliott Nugent : Joe
- 1944 : Prisonniers de Satan (The Purple Heart) de Lewis Milestone : Capt. Harvey Ross
- 1944 : Le Porte-avions X (Wing and a Prayer) d'Henry Hathaway : Lt. Cmdr. Edward Moulton
- 1944 : Laura d'Otto Preminger : Det. Lt. MarkMcPherson
- 1945 : La Foire aux illusions (State Fair) de Walter Lang : Pat Gilbert
- 1945 : Crime passionnel (Fallen angel) d'Otto Preminger
- 1945 : Le Commando de la mort (A Walk in the Sun) de Lewis Milestone
- 1946 : Le Passage du canyon (Canyon Passage) de Jacques Tourneur : Logan Stuart
- 1946 : Les Plus Belles Années de notre vie (The Best Years of Our Lives) de William Wyler : Fred Derry
- 1947 : Femme ou Maîtresse (Daisy Kenyon) d'Otto Preminger : Dan O'Mara
- 1947 : Boomerang ! d'Elia Kazan : Henry L. Harvey
- 1947 : La Chanson des ténèbres (Night Song) de John Cromwell : Dan
- 1948 : Le Rideau de fer (The Iron Curtain) de William A. Wellman : Igor Gouzenko
- 1948 : La Vérité nue (No Minor Vices) de Lewis Milestone
- 1948 : Deep Waters de Henry King : Hod Stillwell
- 1949 : La Rue interdite (Britannia Mews) de Jean Negulesco : Henry Lambert/Gilbert Lauderdale
- 1949 : Tête folle (My Foolish Heart) de Mark Robson : Walt Dreiser
- 1949 : La Bataille des sables (Sword in the Desert) de George Sherman : Mike Dillon

### Années 1950
- 1950 : Mark Dixon, détective (Where the Sidewalk Ends) d'Otto Preminger
- 1950 : La Marche à l'enfer (Edge of Doom) de Mark Robson
- 1951 : L'Équipage fantôme (Sealed Cargo) d'Alfred L. Werker
- 1951 : Face à l'orage (I Want You) de Mark Robson
- 1952 : Aveux spontanés (Assignment - Paris!) de Robert Parrish : Jim Race
- 1954 : La Piste des éléphants (Elephant Walk) de William Dieterle : Dick Carver
- 1954 : Trois Heures pour tuer (Three Hours to Kill) d'Alfred L. Werker : Jim Guthrie
- 1954 : Duel dans la jungle de George Marshall : Scott Walters
- 1955 : Une étrangère dans la ville (Strange Lady in Town) de Mervyn LeRoy
- 1955 : Le Fleuve de la dernière chance (Smoke Signal) de Jerry Hopper : Brett Halliday
- 1956 : La Cinquième Victime (While the City Sleeps) de Fritz Lang : Edward Mobley
- 1956 : Comanche de George Sherman : Jim Read
- 1956 : L'Invraisemblable Vérité (Beyond a Reasonable Doubt) de Fritz Lang : Tom Garrett
- 1957 : À l'heure zéro (Zero hour!) de Hall Bartlett : Lt. Ted Stryker
- 1957 : Spring Reunion (en) de Robert Pirosh : Fred Davis
- 1957 : Rendez-vous avec la peur (Night of the Demon) de Jacques Tourneur : John Holden
- 1958 : L'Île enchantée (Enchanted Island) d'Allan Dwan : Abner Bedford
- 1958 : La Cible parfaite (The Fearmakers) de Jacques Tourneur : Alan Eaton
- 1959 : Du sang en première page (The Story on Page One) de Clifford Odets : Voix

### Années 1960
- 1960 : Les Prisonniers du ciel (The Crowded Sky) de Joseph Pevney : Dick Barnett
- 1962 : Madison Avenue (en) de H. Bruce Humberstone : Clint Lorimer
- 1965 : Première Victoire (In Harm's Way) d'Otto Preminger : Amiral Broderick
- 1965 : Brainstorm (en) de William Conrad : Cort Benson
- 1965 : Quand la Terre s'entrouvrira (Crack in the World) d'Andrew Marton : Dr Stephen Sorenson
- 1965 : Berlin, opération Laser de Vittorio Sala : Col. Lancaster
- 1965 : Quand parle la poudre (Town Tamer) de Lesley Selander : Tom Rosser
- 1965 : La Bataille des Ardennes (Battle of the Bulge) de Ken Annakin : Col Pritchard
- 1965 : Le Cher Disparu (The Loved One) de Tony Richardson : Gen. Buck Brinkman
- 1966 : Toute la ville est coupable (Johnny Reno) de R. G. Springsteen : Johnny Reno
- 1966 : The Frozen Dead (en) de Herbert J. Leder (en) : Dr Norberg
- 1967 : Terreur au kilomètre (Hot Rods to Hell) de John Brahm : Tom Phillips
- 1967 : Le Cobra (Il cobra) de Mario Sequi : capitaine Kelly
- 1968 : La Brigade du diable (The Devil's Brigade) d'Andrew V. McLaglen : Brig. Gen. Walter Naylor
- 1968 : Pas de diamants pour Ursula (I diamanti che nessuno voleva rubare) de Gino Mangini : Le joaillier

### Années 1970
- 1972 : Nid d'espions à Istanbul (en) (Innocent Bystanders) de Peter Collinson : Blake
- 1974 : 747 en péril (Airport 1975), de Jack Smight : Scott Freeman
- 1976 : La Chevauchée terrible (Take a Hard Ride) d'Antonio Margheriti : Morgan
- 1976 : Le Dernier Nabab (The Last Tycoon), d'Elia Kazan : Red Ridingwood
- 1978 : Le Commando des tigres noirs (Good Guys Wear Black) de Ted Post : Edgar Harrolds
- 1978 : A Tree, a Rock, a Cloud (Court-métrage)
- 1978 : Born Again (en) d'Irving Rapper : Tom Phillips
- 1979 : The Pilot (en) de Cliff Robertson : Randolph Evers

### Années 1980
- 1984 : Prince Jack (en) de Bert Lovitt : Le cardinal

### Télévision
- 1958 et 1960 : Playhouse 90 (série télévisée) : Leo Bass / Mark Bragg
- 1961 : The Barbara Stanwyck Show (en) (série télévisée) : Clint Evans
- 1962 : Échec et Mat (Checkmate) (série télévisée) : Juge Leland McIntyre
- 1962-1963 : The Dick Powell Show (en) (série télévisée) : Nat Keough / Paul Oakland
- 1963 : La Quatrième Dimension (The Twilight Zone) (série télévisée), saison 4, épisode 10, Le Bon Vieux Temps : Paul Driscoll
- 1964 : Ben Casey (série télévisée) : Dr Ernest Farrow
- 1969 : Cher oncle Bill (Family Affair) (série télévisée), saison 4, épisode 2, The Wings of an Angel : Harv Mullen
- 1969-1970 : Bright Promise (série télévisée) : Thomas Boswell
- 1970 : Les Règles du jeu (The Name of the Game) (série télévisée) : Marvin Taylor
- 1971 : The Failing of Raymond (téléfilm) : Allan McDonald
- 1971 : Night Gallery (série télévisée) : Paul Koch
- 1974 : L'Homme de fer (Ironside) (série télévisée) : Courtenay Elliot
- 1974 : Get Christie Love! (série télévisée) : Sarge
- 1975 : A Shadow in the Streets (téléfilm) : Len Raebrun
- 1975 : The First 36 Hours of Dr. Durant (téléfilm) : Dr Hutchins
- 1976 : Ellery Queen, à plume et à sang (Ellery Queen) (série télévisée) : Lewis Marshall
- 1977 : The Last Hurrah (en) (téléfilm) : Roger Shanley
- 1978 : The American Girls (en) (téléfilm) : Phillips
- 1978 : The Hardy Boys/Nancy Drew Mysteries (série télévisée) : Townley
- 1979 : Ike (mini-série) : General George C. Marshall
- 1980 : Ike, L'épopée d'un héros (Ike: The War Years) (téléfilm) : General George C. Marshall
- 1982 : La croisière s'amuse (The Love Boat) (série télévisée) : Paul Gerber
- 1982-1983 : Falcon Crest (série télévisée) : Elliot McKay

## Anecdotes
- Bien que Dana Andrews ait tenté une carrière de chanteur avant de se lancer dans le cinéma, il ne chante que dans un seul film, La Foire aux illusions (State Fair) de Henry King (1945) — et sa voix y est doublée !
- Son rôle dans Rendez-vous avec la peur de Jacques Tourneur (Night of the Demon, 1957), lui vaut d'être cité dans la chanson Science Fiction Double Feature (en) du Rocky Horror Picture Show : Dana Andrews said prunes gave him the runes (Dana Andrews dit que les prunes lui avaient donné les runes/la courante).

## Voix françaises
| - Jean Michaud dans : - Première Victoire - Quand la terre s'entrouvrira - Quand parle la poudre - Station 3 : Ultra Secret - Toute la ville est coupable - 747 en péril - Jean-Claude Michel dans : - La Cinquième Victime - L'Invraisemblable Vérité - Le Cher Disparu - Ike (mini série) - Lucien Bryonne dans : - La Reine des rebelles - Les Hommes-grenouilles - La Piste des éléphants - Robert Dalban dans : - Les Plus Belles Années de notre vie - Aveux spontanés - Trois heures pour tuer et aussi - René Fleur dans Boule de feu - Guy Darvey dans Laura - Roger Till dans Crime passionnel - Jacques Thébault dans Le Fleuve de la dernière chance - Jean Martinelli dans Comanche - Roger Rudel dans La Bataille des Ardennes - René Arrieu dans Terreur au Kilomètres - William Sabatier dans La Brigade du diable - Michel Gudin dans La Chevauchée terrible - Jacques Deschamps dans Le Dernier Nabab - Roland Ménard dans Le Commando des tigres noirs - Philippe Dumat dans La Croisière s'amuse (série télévisée) |